# Rosa D’Amato

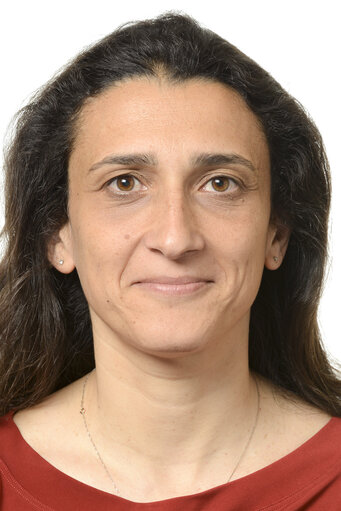
Rosa D’Amato, 2014

Rosa D’Amato (* 30. März 1969 in Taranto) ist eine italienische Politikerin. Seit 2014 ist D’Amato Mitglied des Europäischen Parlaments, sie verteidigte ihr Mandat bei der Europawahl 2019 im Europawahlkreis Süditalien. Bis 2020 war D’Amato Mitglied des Movimento 5 Stelle, Ende 2020 trat sie aus der Partei aus. Seit Ende 2020 ist sie Mitglied der Parlamentsfraktion Die Grünen/EFA.

## Leben

### Ausbildung und Beruf
Rosa D’Amator wurde am 30. März 1969 in der apulischen Stadt Taranto (Tarent) geboren, wo sie auch aufwuchs und ihre Schulausbildung am Liceo Scientifico G. Battaglini abschloss. Anschließend studierte D’Amato Sportwissenschaften an der Universität Florenz. Nach ihrem Studium arbeitete sie an verschiedenen Mittel- und Oberschulen als Lehrerin. Später kehrte sie in ihre Heimatstadt zurück, um dort eine Ausbildung zur Osteopathin zu absolvieren.
Des Weiteren war sie sowohl in Taranto wie in Florenz als Profivolleyballspielerin tätig.

### Politisches Engagement
D’Amato war seit 2007 in verschiedenen Komitees und Umweltorganisationen, unter anderem Taranto LIDER als Ehrenamtliche tätig. 2012 kandidierte sie erstmals bei der Kommunalwahl, errang jedoch kein Mandat.

### Einzug ins Europaparlament 2014
2014 ließ sie sich für die Europawahlliste des Fünf-Sterne-Bewegung im Europawahlkreis Süditalien aufstellen. In dem Wahlkreis gewann die Bewegung aus dem Stand mit 24 Prozent fünf der 17 Mandate des Wahlkreises, und damit auch D’Amato. Insgesamt zogen 17 Abgeordneten der Fünf-Sterne-Bewegung ins Europaparlament ein, sie schlossen sich der europaskeptischen bzw. -rechtspopulistischen Fraktion Europa der Freiheit und der direkten Demokratie (EFDD) an.
D’Amato vertrat ihre Fraktion als Vollmitglied im Ausschuss für regionale Entwicklung, des Weiteren war sie stellvertretendes Mitglied im Ausschuss für Verkehr und Fremdenverkehr (2014–19), Ausschuss für Landwirtschaft und ländliche Entwicklung (2014–19), Ausschuss für Beschäftigung und soziale Angelegenheiten (2016–19), Ausschuss für Kultur und Bildung (2016–17), Ausschuss für Industrie, Forschung und Energie (2016–19), Fischereiausschuss (2017–19) und im Ausschuss für Binnenmarkt und Verbraucherschutz (2018–19). In der Legislatur war sie Berichterstatterin für den Ausschuss für regionale Entwicklung zum Thema „Umsetzung des thematischen Ziels 'Verbesserung der Wettbewerbsfähigkeit von KMU'“.

### Wiedereinzug und Parteiausschluss
Für die Europawahl 2019 ließ sich D’Amato erneut aufstellen, bei der Wahl verteidigte sie ihr Mandat im selben Wahlkreis (Süditalien). Ihre Partei gewann im Vergleich zu 2014 Stimmen hinzu und gewann mit 29 Prozent 6 der 18 Mandate im Wahlkreis. In der neunten Legislatur des Europaparlaments schlossen sich die Abgeordneten der Fünf-Sterne-Bewegung keiner Fraktion an und blieben damit fraktionslos (non inscrit). D’Amato übernahm erneut die Mitgliedschaften im Ausschuss für regionale Entwicklung und im Fischereiausschuss, des Weiteren wurde sie stellvertretendes Mitglied im Petitionsausschuss.
Im Juni 2020 wurde D’Amato, weil sie gegen eine Resolution zur europäischen Antwort auf die COVID-19-Krise gestimmt hatte, zusammen mit ihren Kollegen Ignazio Corrao und Piernicola Pedicini aus der Fünf-Sterne-Bewegung suspendiert. Im Dezember beschloss sie, zusammen mit Piernicola Pedicini, Ignazio Corrao und Eleonora Evi die Partei zu verlassen und sich im Europaparlament der Fraktion Die Grünen/EFA anzuschließen. Ihre Ausschussmitgliedschaften behielt D’Amato.